# Bisas
Bisas (arab. بساس) – wieś w Syrii, w muhafazie Hims. W 2004 roku liczyła 553 mieszkańców.